# George Washington Cable

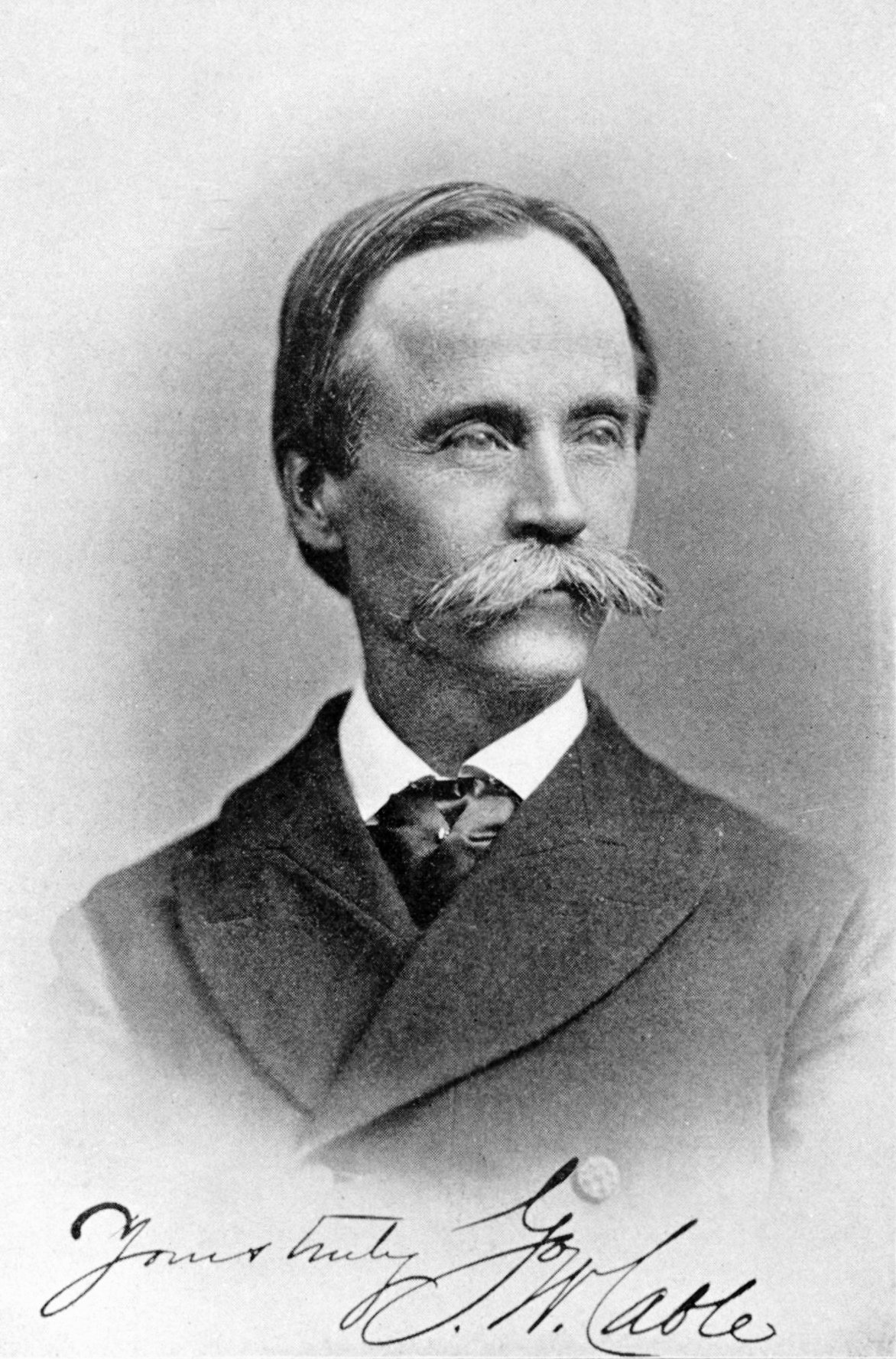
George Washington Cable, 1903

George Washington Cable (* 12. Oktober 1844 in New Orleans, Louisiana; † 31. Januar 1925 Saint Petersburg, Florida) war ein US-amerikanischer Schriftsteller.

## Leben
George W. Cable wurde als Sohn eines Geschäftsmannes geboren, der nach seinem Tod 1859 seine Familie mittellos zurückließ. Cable, zunächst ein Befürworter der Sklaverei, kämpfte im Bürgerkrieg als Kavallerist der Konföderationsarmee. Nach dem Krieg arbeitete er als Angestellter und begann für Zeitungen zu schreiben. Er kann als Vertreter der Local color fiction gelten, der Lokalkoloritbewegung, die nach dem Krieg vor allem in den Südstaaten und Kalifornien entstand und realistisch-detaillierte Gestaltungselemente in die Literatur einbrachte.
Am 31. Januar 1925 starb George Washington Cable im Alter von über 80 Jahren in St. Petersburg, Florida.
1898 wurde er in die American Academy of Arts and Letters gewählt.

## Werk
1873 druckte Scribner’s Monthly Cables erste Erzählung ab, welche ihn auch in den Nordstaaten bekannt machte. Er schrieb vergleichbar mit Joel Chandler Harris über die Südstaaten, ihre Menschen und deren Probleme und wurde von Victor Hugo und Prosper Mérimée, aber auch von Edgar Allan Poe beeinflusst. Obwohl romantische und sentimentale Elemente im Werk Cables – ähnlich wie bei anderen Vertretern der Local color fiction, etwa bei Bret Harte – nicht zu übersehen sind, stellen die meisten Erzählungen doch in realistischer und detaillierter Weise die komplizierte Lage der kreolischen Bevölkerung Louisianas nach dem Verkauf des französischen, vorher zeitweise spanischen Gebietes an die Vereinigten Staaten im Jahre 1803 dar. 1879 erschienen seine ersten gesammelten Erzählungen in einer Kleinauflage unter dem Titel Old Creole Days bei Scribner in New York. Von der zweiten Auflage dieses Buches waren sechs Monate nach Erscheinen bereits 1200 Stück verkauft. Seitdem galt Cable als Klassiker. 1882 besucht ihn Oscar Wilde. 1884 verließ er New Orleans und ging nach Massachusetts, um den Anfeindungen zu entgehen, die seine konsequente Kritik an Kastengeist und der Sklavenwirtschaft hervorriefen.
Schauplatz vieler seiner Erzählungen ist New Orleans; er galt als Meister der Beschreibung und der Dialektwiedergabe. Mit seinem Roman The Grandissimes (1880) erregte Cable nationales Aufsehen: im Norden wurde der Roman mit Begeisterung, im Süden dagegen mit Ablehnung aufgenommen; Cable wurde dort als Verräter angesehen, weil er an den wunden Punkt seines Geburtsstaates, das Rassenproblem, gerührt hatte und gegen die Sklaverei aufgetreten war. Außerdem sprechen seine Kreolen, deren Muttersprache meist Französisch war, nur gebrochenes oder fehlerhaftes Englisch, was ihm den Vorwurf der Diskriminierung einbrachte.
In Erzählungen wie Belles Demoiselles Plantation hatte er sich mit der kolonialen Rassengesetzgebung, dem Old Black Code auseinandergesetzt und die daraus resultierenden tragischen Konflikte im "Rassengemisch″ New Orleans geschildert.
1890 wurden die ersten Arbeiten Cables ins Deutsche übersetzt.

## Werke
- Old Creole Days (1879); deutsch: Tite Poulette und andere Kreolengeschichten. Insel-Verlag, Leipzig 1996.
- The Creoles of Louisiana (1884); englisch: John C. Nimmo, London, 1885; Kindle edition, Amazon 2003
- Dr. Sevier. Garrett Press, New York 1970 (Repr. d. Ausg. Boston 1885).
- Die Grandissimes. Eine Geschichte aus dem tiefen Süden („The Grandissimes“). Manesse-Verlag, Zürich 1976, ISBN 3-7175-1518-7.
- John March, Southerner. Mnemosyne Publications, Miami, FL 1969 (Rep. d. Ausg. New York 1894).
- Madame Delphine von New Orleans. Roman („Madame Delphin“). Verlag der Arche, Zürich 1981, ISBN 3-7160-1740-X.
- The Negro question. A selection of writings on civil rights in the south. Doubleday, New York 1958.
- The silent south. Patterson Smith, New York 1969, ISBN 0-87585-057-X.
- Strange true stories of Louisiana. Echo Library, New York 2007, ISBN 978-1-4068-4145-9.